# Бережанська школа мистецтв імені Миколи Бездільного
Бережанська школа мистецтв імені Миколи Бездільного — державний навчально-виховний заклад у місті Бережани. Започаткований 1948 як музичні класи при РБК (керівник М. Огнистий).
1955—2003 — музична школа (від 2000 — імені Миколи Бездільного).
Директори школи: М. Бездільний (1955—1980), Є. Падучак (1980—1988), П. Макода (1988—2004), І. Микитюк (від 2004).
Заклад закінчило понад 3,5 тис. учнів. Навчальний процес забезпечують близько 50 висококваліфікованих фахівців.
Функціональні відділи: фортепіано, оркестру, струнно-смичкових, духових, народних інструментів, музично-теоретичних дисциплін, вокально-хорових (від 1988), клас хореографії (від 2003).
При школі діють художні колективи: народний аматорський жіночий камерний хор викладачів (кер. Є. Падучак, К. Слабодух), дитячий зразковий хоровий «Сонечко» (кер. П. Макода), народний аматорський жіночий ансамбль (кер. Л. Сухова), жіноче вокальне тріо та дует (кер. Н. Марценюк), інструментальний ансамбль (керівник І. Микитюк), учнівські оркестри — народних інструментів (керівник І. Миськів), духових (кер. Т. Видойник).
Серед учнів закладу — лауреати всеукраїнських та міжнародних музичних конкурсів.